# Jailhouse Heat
Jailhouse Heat ist ein US-amerikanischer Pornofilm, der von Digital Playground in 3D produziert wurde.

## Inhalt
Ein Pornofilmproduzent lässt sich von seinem Fahrer zu einem Rendezvous mit seiner neuen Freundin chauffieren. In Rückblenden werden sexuelle Handlungen der früheren Freundinnen und der Ex-Frau des Pornoproduzenten mit anderen Männern und zuletzt eine Szene aus einem Porno-Film des Produzenten gezeigt.

## Technischer Hintergrund
Es soll bei der Produktion die gleiche 3D-Technik verwendet worden sein, wie beim Film Avatar – Aufbruch nach Pandora. Der Film wurde speziell für 3D-Fernseher und 3D-Monitore produziert und nur auf Blu-Ray veröffentlicht.

## Wissenswertes
- Der Film wurde bei den AVN Awards 2013 als "Best 3D Release" ausgezeichnet.
- Der Film wurde im Jahr 2009 produziert aber erst im Jahr 2011 veröffentlicht.
- Der Film enthält sechs Szenen:
  - Szene 1. Kianna Dior, Marco Banderas
  - Szene 2. Alyssa Reece, Sienna West
  - Szene 3. Madison Parker, Anthony Rosano
  - Szene 4. Jayden Jaymes, Manuel Ferrara
  - Szene 5. London Keyes, Nick Manning, Tommy Gunn
  - Szene 6. Jenna Haze, Kenzi Marie, Evan Stone

## Kritiken
Die 3D-Effekte des Films und der 3D-Stereo-Ton wurden von Mark Kemes von Adult Video News als gut bezeichnet. Der Film wurde bezüglich Qualität auf der Stufe der „Editor's Choice“ eingeordnet.